# 梅本俊夫
梅本 俊夫（うめもと としお、1939年 - ）は日本の歯学者、歯科医師。神奈川歯科大学元学長、名誉教授、感染制御学講座分野前教授。

## 経歴
- 1964年 - 大阪歯科大学歯学部卒業
- 1969年 - 大阪歯科大学講師
- 1971年 - 大阪歯科大学助教授
- 1984年 - 神奈川歯科大学教授

## 役職
- 梅本記念歯科奉仕団理事長
- 梅本記念歯科奉仕団（旧：梅本記念救ライ奉仕団）[1]
- 日本口臭学会 大会長
- 日本細菌学会 評議員（1988年 - 1994年)
- 歯科基礎医学会 理事(1984年 - 1997年)
- 日本歯周病学会 評議員（1984年 - 1997年）
- KDC株式会社代表取締役[2]

## 著書
- 梅本俊夫、奥田克爾、中山浩次、三宅洋一郎『微生物学 第2版 （新歯科衛生士教本）』医歯薬出版、2007年。ISBN 978-4-263-42756-9。
- 『改訂新図説口腔微生物学』学建書院、1996年。